# Keatha Sim
Keatha Sim (ur. 13 lipca 2003) – kambodżańska zapaśniczka walcząca w stylu wolnym. Brązowa medalistka igrzysk Azji Południowo-Wschodniej w 2023 roku. 